# Vladimir Kosma Zworykin
Vladimir Kosma Zworykin (rus.: Влади́мир Козьми́ч Зворы́кин, Vladimir Koz’mič Zvorykin; Murom, Rusija, 30. srpnja 1889. – Princeton, New Jersey, SAD, 29. srpnja 1982.), američki izumitelj ruskoga podrijetla. Studirao u Sankt Peterburgu i Parizu, od 1919. živio u SAD-u. Već se u Rusiji bavio radijem i početcima televizije. U SAD-u je nastavio raditi na razvoju televizije i ubrzo prijavio prve patente. Među ostalim izumima, konstruirao je ikonoskop i kineskop, prve elektronske cijevi za pretvorbu pomične optičke slike iz svjetlosnoga u elektronički oblik, odnosno iz elektroničkoga u svjetlosni oblik. Kako su dotadašnji uređaji za televizijsko snimanje i reprodukciju bili mehanički, na osnovi Nipkovljeva perforiranoga rotirajućeg diska, Zworykinovi izumi postavili su temelj razvoju cjelovitoga elektroničkog sustava suvremene televizije. Radio je i na razvoju drugih elektronskih cijevi, na primjer za snimanje u mraku s pomoću infracrvenoga zračenja, na razvoju elektronskih leća te elektronskoga mikroskopa, posebno za ispitivanje površine materijala.

## Doprinosi

### Televizija
Dok se kod radiodifuzije vrši prijenos akustičnih, kod televizije se vrši prijenos optičkih utisaka. Televizija je, dakle, bežični prijenos slika. Ona se osniva na svojstvu fotoćelije i katodne cijevi. U fotoćeliji svjetlost se pretvara u električne impulse, a u katodnoj cijevi električni se impulsi pretvaraju u svjetlost. Na prvom principu se osniva kamera za televizijsko snimanje, a na drugom televizijski prijemnik, to jest televizor. Prenošenje slika sastoji se u tome da se slika podijeli na vrlo mnogo djelića pomoću uskih redova. Svaka, naime i najjednostavnija slika može se smatrati kao skup različito osvijetljenih mjesta čiji je poredak svojstven za sliku o kojoj se radi. U tu svrhu televizijski odašiljač ima uređaj koji se zove televizijski analizator. Svaki se djelić slike osvijetli prema određenom redoslijedu jedan za drugim, a svjetlost od osvijetljenih djelića pretvara se u električnu struju. Nakon pojačanja, ta električna struja modulira val nosilac visoke frekvencije (UKV), koji se preko antene emitira u prostor u obliku elektromagnetskih valova. Kod televizijskog prenošenja slika treba stvoriti bar 25 slika u sekundi. Te se slike, koje dolaze jedna za drugom, prividno sliju u cjelinu zbog tromosti našeg oka i daju utisak žive slike.

### Ikonoskop
Ikonoskop je prva elektronska cijev za snimanje (pretvorbu pomične optičke slike iz svjetlosnog u elektronički oblik). Patentirao ga je 1923. američki izumitelj ruskoga podrijetla V. K. Zworykin. Iako su ikonoskop ubrzo zamijenile naprednije cijevi za snimanje (vidikon, ortikon, poslije i poluvodički slikovni senzori), taj je izum, s kineskopom, omogućio razvoj moderne televizije.

### Kineskop
Kineskop je prva reprodukcijska elektronska cijev za pretvorbu pokretne slike iz elektroničkoga u svjetlosni, vidljivi oblik. Konstruirao ga je 1924. američki izumitelj ruskoga podrijetla V. K. Zworykin za prikaz crno-bijele televizijske slike, to jest za obratnu funkciju od ikonoskopa. U kineskopu elektronski mlaz iz katode, upravljan po smjeru magnetskim poljem, a po jakosti svjetloćom onoga djelića slike koji treba iscrtati, prelazeći sinkronizirano po luminiscentnome zaslonu, iscrtava na njemu vidljivu sliku. Kineskop je zajedno s ikonoskopom omogućio razvoj moderne televizije, no danas se umjesto njega rabe zasloni s tekućim kristalima i plazmatski zasloni.